# Hospitais da Universidade de Coimbra

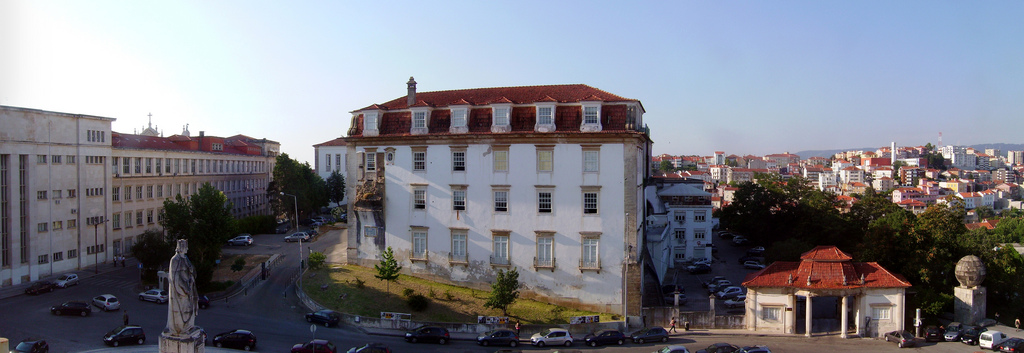
O Colégio de São Jerónimo foi o prédio dos Hospitais até a década de 1980.

Os Hospitais da Universidade de Coimbra em Coimbra, Portugal, pertencem à Faculdade de Medicina dessa instituição. Formam um complexo que é conhecido como um centro de pesquisa com uma grande variedade de serviços clínicos e especialidades médicas.
A assistência hospitalar em Coimbra, terá sido iniciada com a criação do Hospital de Milreu, junto da antiga Alcaçova, após a reconquista cristã, por Fernando Magno, em 1093, por conseguinte anterior ao nascimento da nacionalidade. 
Durante a Idade Média outros hospitais foram fundados em Coimbra, quer pelos monarcas, como o Hospital-Gafaria de S. Lázaro para doentes leprosos, pelo Rei D. Sancho I, e o Hospital de Santa Elisabete (Rainha da Hungria) por iniciativa da Rainha Santa Isabel, quer por ordens religiosas, como os Hospitais de São Nicolau e de Montarroio que serviram de apoio ao ensino de medicina ministrado no Convento de Santa Cruz, ou de Confrarias ou Irmandades, como os Hospitais da Graça, de Nossa Senhora da Vitória, de São Lourenço, de São Marcos, de Santa Maria, de São Gião, de São Cristóvão, e de Santa Luzia. 
Estes Hospitais, de pequena lotação (4 a 6 leitos), no final do século XV encontravam-se desactualizados, com reduzido rendimento assistencial e geridos por administrações indisciplinadas, o que levou D. Manuel I, por Carta Régia de 22 de Outubro de 1508, proceder à sua extinção (salvo o Hospital de S. Lázaro) e criar os Hospitais da Conceição e o Hospital da Convalescença. O Hospital da Conceição tinha 12 leitos para homens e 6 para mulheres, e o da Convalescença duas salas com 5 camas. Este, anexo ao Hospital de Conceição, tinha gestão autónoma. 
O Hospital de São Lázaro manteve-se, próximo da antiga Porta de Santa Margarida, (entre a Rua da Figueira da Foz e a Av. Fernão de Magalhães), até 1836, altura em que foi transferido para o Colégio de S. José dos Marianos (actual Hospital Militar). 
Em 1774, no âmbito da Reforma da Universidade, o Marquês de Pombal determinou que estes Hospitais passassem a ser administrados pela Universidade, conservando contudo os seus nomes. 
Poderá considerar-se este facto o "nascimento" dos "Hospitais da Universidade"? 
As precárias instalações e as reduzidas dimensões dos referidos Hospitais, a deficiente organização e ausência de estatutos adequados, levam-nos a supor que estaria na mente do reformador da Universidade, garantir, para já, o indispensável apoio ao ensino da Medicina aproveitando o que existia no campo hospitalar, a usar enquanto não fosse possível dar à Universidade o Hospital que efectivamente estivesse ao nível que a reforma do ensino exigia. 
Até 19 de Março de 1779 o Hospital da Conceição e da Convalescença da Praça Velha continuou a servir a Faculdade de Medicina, o que se verificava desde a transferência da Universidade para Coimbra por D. João III. Naquela data deu-se a transferência do Hospitais para o edifício do antigo Colégio Universitário das Onze mil Virgens, devoluto pela expulsão dos jesuítas, ordenada pelo Marquês de Pombal. A reduzida lotação dos Hospitais da Conceição e Convalescença foi assim aumentado para 68 leitos, nas instalações adaptadas nas alas Norte e Poente daquele edifício. 
O benefício assistencial foi notório, traduzido no prestígio que o hospital alcançou, devido aos novos professores e médicos, contratados pelo Marquês de Pombal, que nele passaram a trabalhar, aos novos esquemas de tratamento e às instalações mais amplas. Rapidamente, porém, estas tornaram-se insuficientes, pela procura verificada, não obstante a existência de normas que limitavam a proveniência de doentes com direito a internamento hospitalar. 
A situação frequente de epidemias, as guerras civis e as invasões francesas, tornaram o hospital gravemente insuficiente e sanitariamente perigoso, pelas infecções cruzadas que, com a maior facilidade se verificavam, fruto da promiscuidade inevitável num edifício com a lotação de 68 leitos, ocupados por 250 doentes. Naturalmente o ensino ressentia-se da situação, causando grave preocupação à Faculdade. 
Só depois de 1834 foi possível conseguir-se alguma descompressão do Hospital da Conceição utilizando, temporariamente, o edifício Colégio de S. Jerónimo, devoluto pela saída dos frades (como dos outros 24 Colégios Universitários) ordenada pela lei de extinção das Ordens Religiosas. Efectivamente este colégio foi por várias vezes utilizado para aliviar o Hospital da Conceição nos períodos de maior afluência de doentes, acabando em 1853, após o parecer de diversas comissões sucessivamente nomeadas pela Faculdade de Medicina, o Ministro do Reino, por duas portarias publicadas em Agosto, pôr à disposição da Universidade os edifícios dos antigos Colégios de S. Jerónimo, Artes e Ordens Militares para neles serem instaladas enfermarias. 
A plétora dos doentes existentes no Hospital da Conceição forçou a rápida utilização do Colégio das Artes e de S. Jerónimo, facto possível porque o Dr. Costa Simões, membro da comissão encarregada do parecer da adaptação destes colégios a hospitais ter já anteriormente elaborado o estudo nesse sentido. Contudo o Hospital da Conceição continuou a receber doentes, sendo designado, em 1855, por Hospital dos Clérigos da Nossa Senhora da Conceição de Coimbra. Terá fechado definitivamente após a passagem desta epidemia. 
Entretanto os doentes leprosos que estavam no Colégio de S. José dos Marianos desde 1836, foram transferidos em 1851 para o Colégio de S. Jerónimo, e em 1853 para o Colégio das Ordens Militares, conhecido depois por Hospital dos Lázaros ou do Castelo (local onde esteve localizado o castelo medieval de Coimbra). O deficiente estado dos edifícios, construídos para colégios, ocupados com grande parte do seu próprio equipamento, em mau estado de conservação, criaram sérias dificuldades de adaptação à nova finalidade hospitalar. 
Acrescia que o rés-do-chão do Colégio das Artes estava ocupado pelo Liceu de Coimbra e assim continuou durante 15 anos, o que, como é fácil de concluir, representou natural inconveniente e prejuízo para os seus vizinhos doentes do andar superior e vice-versa. 
O ano de 1870, foi na história dos Hospitais da Universidade um marco de particular importância pois representou a data em que o Liceu foi transferido para o edifício do antigo Colégio de S. Bento e o Hospital ficou finalmente instalado nos 3 edifícios (São Jerónimo, Colégio das Artes e Castelo) que utilizou até 1961, altura em que o Hospital do Castelo foi destruído para construção da cidade universitária, continuando os H.U.C., a viver nos outros 2 edifícios até ao dia 6 de Março de 1987, data em que passou a ocupar um novo edifício feito expressamente para o efeito. 